# Stade Municipal (Oberkorn)
Stade Municipal – nieistniejący już wielofunkcyjny stadion w Oberkorn (Differdange), w Luksemburgu. Został rozebrany w 2011 roku. Mógł pomieścić 10 000 widzów. W latach 1930–2011 swoje spotkania rozgrywali na nim piłkarze klubu CS Oberkorn. W latach 2011–2012 w jego miejscu wybudowano nowy, typowo piłkarski Stade Municipal de la Ville de Differdange.
Stade Municipal służył piłkarzom CS Oberkorn od początku istnienia tego klubu (1930). Na stadionie odbyło się m.in. kilka spotkań piłkarskich w ramach europejskich pucharów. W 2011 roku obiekt został jednak rozebrany, a w jego miejscu wybudowano następnie nowy Stade Municipal de la Ville de Differdange, otwarty 5 sierpnia 2012 roku. Stary stadion posiadał boisko (w orientacji północ-południe) otoczone bieżnią lekkoatletyczną, maszty oświetleniowe oraz zadaszoną trybunę główną po stronie zachodniej. Pojemność areny szacowana była na 10 000 widzów. Nowy obiekt, w przeciwieństwie do poprzednika jest typowo piłkarskim stadionem, a jego boisko zostało obrócone o 90 stopni względem starego.